# Pseudionella attenuata
Pseudionella attenuata är en kräftdjursart som beskrevs av Sueo M. Shiino 1949. Pseudionella attenuata ingår i släktet Pseudionella och familjen Bopyridae. Inga underarter finns listade i Catalogue of Life.